# آیت‌خیست
آیت‌خیست (به هلندی: Uitgeest) یک منطقهٔ مسکونی در هلند است که در هلند شمالی واقع شده‌است. آیت‌خیست ۱ متر بالاتر از سطح دریا واقع شده‌است.